# Aek Ledong (plaats)
Aek Ledong is een bestuurslaag in het regentschap Asahan van de provincie Noord-Sumatra, Indonesië. Aek Ledong telt 548 inwoners (volkstelling 2010).